# Bonifacy Jedynak
Bonifacy Józef Jedynak (ur. 15 stycznia 1920 w Czarnieckiej Górze, zm. 27 lipca 2013 w Warszawie) – generał brygady Milicji Obywatelskiej, funkcjonariusz Urzędu Bezpieczeństwa i Służby Bezpieczeństwa, dyrektor generalny w Ministerstwie Spraw Wewnętrznych Polskiej Rzeczypospolitej Ludowej, szef Służby Kadr i Doskonalenia Zawodowego. Pacjent zero epidemii ospy we Wrocławiu w 1963 roku.

## Życiorys
W organach bezpieczeństwa państwa od 12 lutego 1945, początkowo jako referent Sekcji Powiatowej PUBP w Końskich. Następnie od 15 czerwca 1945 zastępca kierownika tej sekcji, a od 1 lutego 1946 zastępca szefa całego urzędu. Od 6 września 1947 słuchacz kursu zastępców szefów PUBP w Centrum Wyszkolenia MBP w Legionowie. 1 września 1948 został szefem PUBP w Rawie Mazowieckiej. Od 18 kwietnia 1950 uczestniczył w sześciomiesięcznym kursie aktywu kierowniczego. Potem od 4 grudnia 1950 był zastępcą szefa Wojewódzkiego Urzędu Bezpieczeństwa Publicznego w Opolu.
Od 9 kwietnia 1954 słuchacz kursu specjalnego w Moskwie. W następnych latach pełnił kierownicze funkcje w UB/SB we Wrocławiu kolejno jako: zastępca kierownika WUdsBP (od 10 maja 1955), p.o. kierownika WUdsBP (od 1 sierpnia 1955), kierownik WUdsBP (od 1 grudnia 1955) i wreszcie I zastępca Komendanta Wojewódzkiego Milicji Obywatelskiej ds. bezpieczeństwa (od 1 stycznia 1957).
2 czerwca 1963, po powrocie ze służbowego pobytu w Indiach, zgłosił się do szpitala MSW we Wrocławiu z objawami tropikalnej choroby. Był zakażony wirusem ospy prawdziwej, którym zaraził salową w czasie pobytu w szpitalu. Stała się ona później wtórnym źródłem epidemii (zob. epidemia ospy we Wrocławiu).
1 lutego 1964 przeszedł do służby w centrali resortu, gdzie objął stanowisko dyrektora Biura „B” MSW. Według IPN brał udział w Operacji Dunaj podczas interwencji państw Układu Warszawskiego w Czechosłowacji latem i jesienią 1968. 1 listopada 1971 został kierownikiem Głównego Inspektoratu MSW. Od 1 marca 1973 pełnił funkcję dyrektora Departamentu Kadr MSW. 9 października 1980 otrzymał stopień generalski.
17 marca 1981 wszedł do ścisłego kierownictwa MSW jako dyrektor generalny. Od 25 listopada 1981 zajmował również stanowisko szefa Służby Kadr i Doskonalenia Zawodowego, nadzorując Departament Kadr, Departament Szkolenia i Doskonalenia Zawodowego oraz resortowe szkolnictwo. Według CIA należał do grupy osób, która uczestniczyła w przygotowaniach do wprowadzenia stanu wojennego w Polsce. 22 grudnia 1984 został zwolniony z funkcji dyrektora generalnego i szefa służby, zaś 5 lipca 1985 ostatecznie odszedł z MSW.
Zmarł 27 lipca 2013. Został pochowany na cmentarzu Północnym w Warszawie.
Mieszkał w Warszawie. Żonaty z Ireną Jedynak (1925-1992).

## Odznaczenia
- Krzyż Komandorski z Gwiazdą Orderu Odrodzenia Polski (1984)[8]